# Harald Herborg Nielsen
Harald Herborg Nielsen (* 25. Januar 1903 in Menominee, Michigan; † 8. Januar 1973) war ein US-amerikanischer Physiker.
Nielsen war der Sohn dänischer Einwanderer und ging nach der Promotion in Physik 1929 an der University of Michigan (Titel der Dissertation: Infrared absorption bands in hydrogen sulphide) ein Jahr zu Niels Bohr nach Kopenhagen als American-Scandinavian Fellow. Ab 1930 war er an der Ohio State University, wo er 1943 Professor wurde. Von 1946 bis 1967 stand er dort der Physik-Fakultät vor.
1949/50 war er als Guggenheim Fellow in Cambridge und 1952/53 Wissenschafts-Attaché an der US-amerikanischen Botschaft in Stockholm. 1958/59 war er als Fulbright Lecturer an der Sorbonne.
Nielsen befasste sich mit Infrarot-Molekülspektren und entwickelte Spektrographen hoher Auflösung. Er war Herausgeber des Journal of Molecular Spectroscopy. Außerdem war er Fellow der American Physical Society, Ritter des belgischen Leopold-Ordens und des dänischen Dannebrog-Ordens.
Sein Bruder Alvin H. Nielsen (1910–1984) war ebenfalls ein bekannter Physiker, der sich mit Molekülspektroskopie befasste und an der University of Tennessee lehrte. Er war Ehrendoktor der Universität Dijon.
Nach ihm und dem dänischen Astronomen Axel Vilfrid Nielsen ist seit 1973 der Mondkrater Nielsen benannt.

## Schriften
- The vibration-rotation energies of molecules and their spectra in the infrared, Handbuch der Physik, Band 37-1, 1959
- mit G. Amat, G. Tarrago: Rotation-vibration of polyatomic molecules; higher order energies and frequencies of spectral transitions, New York: Marcel Dekker 1971